# Corriebaatar
Corriebaatar marywaltersae is een uitgestorven zoogdier uit de orde Multituberculata.
Fossielen zijn gevonden in de Wonthaggi-formatie. Corriebaatar was een boombewonend dier en de enige tot nu toe bekende Australische multituberculaat.